# Анна Генриетта Пфальц-Зиммернская
Анна Генриетта Пфальц-Зиммернская (нем. Anna Henriette von der Pfalz-Simmern), полное имя Анна Генриетта Юлия Пфальц-Зиммернская (нем. Anna Henriette Julie von der Pfalz-Simmern; 13 марта 1648, Париж — 23 февраля 1723, Малый Люксембургский дворец, VI округ Парижа) — немецкая принцесса из дома Виттельсбахов, урождённая принцесса Пфальц-Зиммернская, княгиня Арша; в замужестве — принцесса де Конде. Во Французском королевстве она была известна под именем Анны Баварской, принцессы Пфальцской.

## Биография

### Происхождение
Принцесса Анна Генриетта родилась в Париже 13 марта 1648 года. Она была средней из трёх дочерей принца Эдуарда Пфальц-Зиммернского и принцессы Анны Марии Гонзага-Неверской. По отцовской линии дедом и бабкой принцессы были курфюрст Фридрих V Пфальцский и принцесса Елизавета Стюарт, «зимняя королева», по материнской линии — Шарль I Гонзага-Неверский, герцог Мантуанский и Монферратский, и принцесса Екатерина де Майенн. По материнской линии Анна Генриетта была племянницей королевы Польши.

### Принцесса Конде
В возрасте пятнадцати лет, принцесса Анна Генриетта была помолвлена с принцем Анри Жюлем, герцогом Энгиенским, единственным сыном Великого Конде, который был самым старшим принцем крови при французском дворе и носил титул Первого принца. Анри Жюль был его наследником и при дворе к нему обращались как «месье герцог». Церемония бракосочетания состоялась в Лувре 11 декабря 1663 года. К принцессе стали обращаться как «мадам герцогиня», что соответствовало титулу герцогини Энгиенской. В 1684 году её супруг унаследовал титул принца Конде, и она стала «мадам принцесса».
Принц Конде был психически нездоровым человеком. У него случались приступы гнева, во время которых принц бил супругу, даже в присутствии придворных. Принцесса Анна Генриетта жалела и прощала его. Она была набожной женщиной, щедрой на дела милосердия. В семье родились десять детей, из которых младенческий возраст пережили только пять. Четыре из них создали семьи.
В 1671 году, кузина принцессы Анны Генриетты, принцесса Елизавета Шарлотта Пфальцская вышла замуж за принца Филиппа, герцога Орлеанского, брата короля Людовика XIV. В 1708 году, когда умер её кузен Шарль IV Гонзага-Неверский, последний герцог Мантуанский и Монферратский, принцесса Анна Генриетта унаследовала титул принцессы Аршской. В следующем году она овдовела. Принцем Конде стал её сын принц Луи, но он вскоре скончался, и новым главой дома стал его сын, принц Луи Анри, герцог Бурбонский.
Пфальцская улица в 6-м округе Парижа, где она жила в Малом Люксембургском дворце, была названа в честь принцессы Анны Генриетты. Она также владела замком Шато-дю-Ранси, который в 1769 году был приобретён Орлеанским домом. Принцесса Анна Генриетта умерла в Париже 23 февраля 1723 года. С её смертью угасла линия принцев Аршских. Она была похоронена в кармелитском монастыре Сен-Жак в Париже.

### Титулы
С 13 марта 1648 по 11 декабря 1663 года к ней обращались по форме Её Высочество, принцесса Анна Пфальцская. После замужества, с 11 декабря 1663 по 11 ноября 1686 года носила титул Её Высочества принцессы Энгиенской, с обращением «мадам герцогиня»; с 11 ноября 1686 по 1 апреля 1709 года — Её Высочества, принцессы Конде, с обращением «мадам принцесса». После смерти супруга, с 1 апреля 1709 по 23 февраля 1723 года титуловалась Её Высочеством, вдовствующей принцессой Конде, с обращением «мадам принцесса».

### Дети
- принцесса Мария Тереза де Бурбон (1 февраля 1666 — 22 февраля 1732), мадемуазель де Бурбон, сочеталась браком с принцем Франсуа Луи, принц де Конти, титулярная королева Польши;
- принц Анри де Бурбон (5 ноября 1667 — 5 июля 1670), герцог де Бурбон, умер в младенчестве;
- принц Луи де Бурбон (10 ноября 1668 — 4 марта 1710), герцог де Бурбон, принц де Конде, сочетался браком с принцессой Луизой Франсуазой де Бурбон;
- принцесса Анна де Бурбон (11 ноября 1670 — 27 мая 1675), мадмуазель де Энгиен, умерла в детском возрасте;
- принц Анри де Бурбон (3 июля 1672 — 6 июня 1675), граф де Клермон, умер в детском возрасте;
- принц Луи Анри де Бурбон (9 ноября 1673 — 21 февраля 1677), граф де Ла-Марш, умер в детском возрасте;
- принцесса Анна Мария де Бурбон (11 августа 1675 — 23 октября 1700), мадемуазель де Энгиен, мадемуазель де Конде;
- принцесса Анна Луиза Бенедикта (8 ноября 1676 — 23 января 1753), мадемуазель де Энгиен, мадмуазель де Шароле, сочеталась браком с принцем Луи Огюстом де Бурбоном, герцогом дю Мэном;
- принцесса Мария Анна де Бурбон (24 февраля 1678 — 11 апреля 1718), мадемуазель де Энгиен, мадемуазель де Монморанси, сочеталась браком с принцем Луи Жозефом де Бурбоном, герцогом де Вандом;
- принцесса де Бурбон (17 июля 1679 — 17 сентября 1680), мадемуазель де Клермон, умерла в детском возрасте.